# 2. hokejová liga SR 2011/2012
Sezóna 2011/2012 byla 19. ročníkem 2. slovenské hokejové ligy. Vítězem se stal tým Iskra Partizánske, který neuspěl v baráži o 1. hokejovou ligu. Z 1. ligy sestoupil tým HK Púchov.

## Systém soutěže
Soutěž byla rozdělena do dvou skupin (západ a východ). Celkem se jich zúčastnilo 14 týmů po sedmi týmech. Ve všech skupinách se odehrálo 18 zápasů. Bodový systém v soutěži se nezměnil, za výhru se získalo tři body, za výhru v prodloužení získal klub dva body, za prohru v prodloužení jeden bod a za prohru nezískal klub žádný bod. První dva týmy z každé skupiny postoupili do finálové části o postup. Nejlepší tým postoupil do baráže o 1. ligu. Ze soutěže se nesestupovalo.

## Skupina západ

### Základní část
|  | Postupující o postup |

| Poř. | Tým                     | Z  | B  | V  | VP | PP | P  | Skóre  | +/−  |
| ---- | ----------------------- | -- | -- | -- | -- | -- | -- | ------ | ---- |
| 1    | Iskra Partizánske       | 18 | 45 | 13 | 2  | 2  | 1  | 102:60 | +42  |
| 2    | HK Levice               | 18 | 35 | 10 | 2  | 1  | 5  | 74:61  | +13  |
| 3    | HK 96 Nitra             | 18 | 32 | 9  | 2  | 1  | 6  | 110:75 | +35  |
| 4    | MšHK Prievidza          | 18 | 32 | 9  | 1  | 3  | 5  | 96:68  | +28  |
| 5    | HO Hamíkovo Hamuliakovo | 18 | 22 | 5  | 3  | 1  | 9  | 88:110 | –22  |
| 6    | HC Mikron Nové Zámky    | 18 | 22 | 6  | 1  | 2  | 9  | 90:83  | +7   |
| 7    | MHK Dubnica nad Váhom   | 18 | 1  | 0  | 0  | 1  | 17 | 37:140 | -103 |

### Skupina východ
|  | Postupující o postup |

| Poř. | Tým                          | Z  | B  | V  | VP | PP | P  | Skóre  | +/− |
| ---- | ---------------------------- | -- | -- | -- | -- | -- | -- | ------ | --- |
| 1    | HKM Rimavská Sobota          | 18 | 43 | 13 | 1  | 2  | 2  | 102:43 | +59 |
| 2    | HK Slovan Gelnica            | 18 | 30 | 8  | 2  | 2  | 6  | 83:86  | −3  |
| 3    | MŠK Hviezda Dolný Kubín      | 18 | 30 | 8  | 3  | 0  | 7  | 63:61  | +2  |
| 4    | MHk 32 Liptovský Mikuláš "B" | 18 | 28 | 9  | 0  | 1  | 8  | 87:69  | +18 |
| 5    | HK Warriors Humenné          | 18 | 24 | 6  | 1  | 4  | 7  | 78:92  | −14 |
| 6    | HK Sabinov                   | 18 | 23 | 6  | 2  | 1  | 9  | 77:97  | −20 |
| 7    | HK Brezno                    | 18 | 11 | 3  | 1  | 0  | 14 | 61:103 | −42 |

## O postup
- Iskra Partizánske - HKM Rimavská Sobota 2:1 (3:2sn, 2:3sn a 4:3)

- Konečný stav série 2:1 na zápasy pro Iskra Partizánske, který tak postoupil do baráže o 1. ligu.